# Жэнь Хуэй
Жэнь Хуэй (кит. упр. 任慧, пиньинь Rèn Huì, род. 11 августа 1983 года в Ичуне) — китайская конькобежка,  призёр зимних Олимпийских игр 2006 года. Участница зимних Олимпийских игр 2010 года.

## Биография
Жэнь Хуэй родилась в семье обычных железнодорожных рабочих, отца Жэнь Хуэя и матери Ван Яньцзе, в городе Ичунь.  Она была единственной дочкой у родителей и в детстве была сорванцом, поэтому родители отдали её учится электронному фортепиано и рисованию, но ей было не интересно это. В возрасте 11 лет Жэнь заметила школьная учительница по конькобежному спорту и предложила ей заниматься этим видом спортом. Поначалу из-за плохого качества коньков она натирала ноги и даже получала травмы, но она усердно тренировалась, несмотря на все эти проблемы.
В 1997 году 15-летнюю Жэнь Хуэй приняли в провинциальную спортивную школу в Хэйлунцзяне и в 1999 году на Национальных юношеских соревнованиях по конькобежному спорту, проходивших в Хэйхэ, она выиграла четыре первых места и первое место в многоборье. В сезоне 2002/03 дебютировала на Кубке мира и на спринтерском чемпионате мира в Калгари, где заняла 25-е место. В 2004 году она участвовала на чемпионате Азии в Чхунчхоне и заняла 1-е место на дистанциях 500 и 1000 м, а также выиграла бронзовую медаль на дистанции 500 м на чемпионате мира в Сеуле.
В 2005 году Жэнь Хуэй на зимней Универсиаде в Инсбруке завоевала золотые медали в забегах на 500 и 1000 м и серебряную на дистанции 1500 м и заняла 8-е место в беге на 1000 м на чемпионате мира на отдельных дистанциях в Инцелле. Через год она поднялась на 5-е место в многоборье на спринтерском чемпионате мира в Херенвене.
В феврале 2006 года участвовала на зимних Олимпийских играх в Турине и заняла 3-е место на дистанции 500 м. В январе 2007 года Хуэй завоевала "бронзу" в забеге на 1000 м на зимних Азиатских играх в Чанчуне, а в феврале стала 19-й на этой же дистанции на чемпионате мира на отдельных дистанциях в Солт-Лейк-Сити. Проблемы со спиной мешали ей выступать полноценно и только после прихода голландского тренера Сийтье Ван Дер Ленде в сборной восстановила свою спортивную форму.
В январе 2009 года Жэнь Хуэй на 11-х зимних Национальных играх Китая заняла 2-е место в комбинации спринта. На зимней Универсиаде в Харбине дважды была 4-й на дистанциях 500 м и 1000 м. В 2010 году на чемпионате мира в Обихиро она заняла 16-е место, следом на своих вторых зимних Олимпийских играх в Ванкувере заняла 33-е место на дистанции 1000 м. В том же году она завершила карьеру спортсменки.

## Личная жизнь
Жэнь Хуэй закончила начальную школу Дунфанхун в районе Наньча. Она всегда считалась одной из лучших в классе по выполнению домашних заданий и обладала сильными организаторскими способностями и была старостой класса, как только пошла в школу. Её семья не была богатой и чтобы дочь тренировалась, её отец устроился на работу водителем микроавтобуса. Она окончила Харбинский нормальный университет по специальности "Спортивные науки".